# Anthony Mackie
Anthony Dwane Mackie (Nueva Orleans, Luisiana; 23 de septiembre de 1978) es un actor estadounidense conocido por su papel como el sargento JT Sanborn en la película The Hurt Locker, ganadora en los Premios Oscar a la Mejor Película. 
También es conocido por interpretar a Sam Wilson / Falcon en las películas del Universo cinematográfico de Marvel Captain America: The Winter Soldier (2014), Avengers: Age of Ultron (2015), Ant-Man (2015), Capitán América: Civil War (2016), Avengers: Infinity War (2018), Avengers: Endgame (2019) y recientemente al nuevo Capitán América en The Falcon and the Winter Soldier (2021) y Captain America: Brave New World (2025).
Ha aparecido en otras películas y series de televisión, así como en los escenarios de Broadway.

## Biografía
Mackie nació en Nueva Orleans, Luisiana, hijo de Martha (apellido de soltera Gordon) y Willie Mackie, Sr., un carpintero que era dueño de un negocio de techos, Mackie Roofing. Asistió al Centro de Nueva Orleans de Artes Creativas (NOCCA) y se graduó en el programa de teatro de la escuela secundaria en la Escuela de Artes de Carolina del Norte (NCSA) en 1997. Más tarde se graduó de la División de Teatro de la Escuela Juilliard como miembro del Grupo 30 (1997-2001), que también incluyó a los actores Tracie Thoms y Lee Pace.

## Carrera
En 2002, Mackie trabajó como suplente de Don Cheadle en la obra de teatro Topdog/Underdog de Suzan-Lori Parks y ganó un premio OBIE por su papel en la obra de Carl Hancock, Rux Talk. Apareció en la película de 2002, 8 Mile como el antagonista principal, Papa Doc. Su primer papel protagónico en un largometraje fue la película independiente de 2003, Brother to Brother, donde interpretó a Perry, un joven artista que lucha por adaptarse al mundo como un hombre negro gay. Al año siguiente, Mackie apareció en Million Dollar Baby, que ganó el Oscar a la Mejor Película, y protagonizó She Hate Me de Spike Lee. En 2006, Mackie protagonizó Half Nelson y Crossover, We Are Marshall.
En marzo de 2008, Mackie protagonizó tres obras del dramaturgo August Wilson en el Centro John F. Kennedy para las Artes Escénicas en Washington D. C.: Ma Rainey's Black Bottom, Fences y Jitney, todas parte de "August Wilson's 20th Century", una presentación de un mes de diez lecturas escenificadas del "Century Cycle" de Wilson. Mackie ha participado varias veces en las "obras de teatro de 24 horas" que se celebran en la ciudad de Nueva York cada otoño. A mediados de 2009, interpretó el papel de Pentheus en la producción de Shakespeare in the Park de The Bacchae del New York City Public Theatre. Actuó con Christopher Walken en A Behanding in Spokane en Broadway en febrero de 2010.
Mackie interpretó al rapero Tupac Shakur en la película Notorious de 2009. Anteriormente había interpretado a Shakur en la obra Up Against the Wind en 2001, mientras asistía a Juilliard. En 2009, apareció en The Hurt Locker. Mackie también narró The Best That Never Was, un documental sobre el jugador de fútbol Marcus Dupree. Apareció en la película de 2011, The Adjustment Bureau como Harry Mitchell, un miembro comprensivo de un oscuro grupo sobrenatural que controla el destino humano. Mackie coprotagonizó, como Sam Wilson / Falcon, en la película de Marvel Studios, Captain America: The Winter Soldier (2014). Repitió el papel en varias películas del Universo cinematográfico de Marvel durante los siguientes años, incluyendo Avengers: Age of Ultron y Ant-Man de 2015, Capitán América: Civil War de 2016, Avengers: Infinity War de 2018 y Avengers: Endgame de 2019.
En 2016, Mackie interpretó a Martin Luther King Jr., en el drama televisivo de HBO, All the Way. En 2018, Mackie apareció como el líder de la pandilla King en The Hate U Give, una adaptación cinematográfica de la novela más vendida del mismo nombre. En 2019, Mackie tuvo un papel en la película de ciencia ficción de Netflix, IO.
En julio de 2018, se anunció que Mackie fue elegido para el papel de Takeshi Kovacs para la segunda temporada de la serie de ciencia ficción de Netflix, Altered Carbon. En marzo de 2019, se anunció que Mackie participó en la quinta temporada de la serie de antología de ciencia ficción de Netflix, Black Mirror. Al mes siguiente, Disney confirmó que una serie de televisión de Marvel protagonizada por Mackie y Sebastian Stan, llamada The Falcon and the Winter Soldier, se emitiría en su próximo servicio de streaming, Disney+, debutando el 19 de marzo de 2021. En junio de 2019, se anunció que Mackie protagonizaría un papel principal en la película de ciencia ficción de Netflix, Outside The Wire, que estrenó en 2021.
En agosto de 2021, Mackie se unió para protagonizar una cuarta película del Capitán América, en la que retoma su papel de Sam Wilson / Capitán América.

## Vida privada
En 2014, Mackie contrajo matrimonio con su novia desde la infancia, Sheletta Chapital. Mackie pidió la solicitud de divorcio en 2017, y esto se concretó al año siguiente. La pareja tuvo cuatro hijos.
En el verano de 2011, abrió un bar en Brooklyn, Nueva York. Su hermano, Calvin Mackie, es profesor asociado en la Universidad de Tulane.

## Filmografía

### Cine
| Año  | Título                                      | Papel                        | Notas                                  |
| ---- | ------------------------------------------- | ---------------------------- | -------------------------------------- |
| 2002 | 8 Mile                                      | Clarence "Papa Doc"          |                                        |
| 2003 | Crossing                                    | Cass                         |                                        |
| 2003 | Hollywood: Departamento de homicidios       | Killer "Joker"               |                                        |
| 2003 | Brother to Brother                          | Perry                        |                                        |
| 2004 | The Manchurian Candidate                    | PFC Robert Baker             |                                        |
| 2004 | She Hate Me                                 | John Henry "Jack" Armstrong  |                                        |
| 2004 | Haven                                       | Hammer                       |                                        |
| 2004 | Brother to brother                          | Perry                        |                                        |
| 2004 | Million Dollar Baby                         | Shawrelle Berry              |                                        |
| 2005 | The Man                                     | Booty                        |                                        |
| 2006 | Freedomland                                 | Billy Williams               |                                        |
| 2006 | Half Nelson                                 | Frank                        |                                        |
| 2006 | Heavens Fall                                | William Lee                  |                                        |
| 2006 | We Are Marshall                             | Nate Ruffin                  |                                        |
| 2006 | Crossover                                   | Tech                         |                                        |
| 2007 | Ascension Day                               | Nathaniel "Nat" Turner       |                                        |
| 2008 | Eagle Eye                                   | Mayor William Bowman         |                                        |
| 2009 | The Hurt Locker                             | Sargento JT Sanborn          |                                        |
| 2009 | American Violet                             | Eddie Porter                 |                                        |
| 2009 | Notorious                                   | Tupac Shakur                 |                                        |
| 2009 | Desert Flower                               | Harold Jackson               |                                        |
| 2010 | Night Catches Us                            | Marcus Washington            |                                        |
| 2011 | The Adjustment Bureau                       | Harry Mitchell               |                                        |
| 2011 | What's Your Number?                         | Tom Piper                    |                                        |
| 2011 | Real Steel                                  | Finn                         |                                        |
| 2012 | Man on a Ledge                              | Mike Ackerman                |                                        |
| 2012 | Abraham Lincoln: cazador de vampiros        | William H. Johnson           |                                        |
| 2012 | Diez años después                           | Andre Irine                  |                                        |
| 2013 | Gangster Squad                              | Coleman Harris               |                                        |
| 2013 | Pain & Gain                                 | Adrian Doorbal               |                                        |
| 2013 | El quinto poder                             | Sam Coulson                  |                                        |
| 2013 | Runner Runner                               | Agente Eric Shavers          |                                        |
| 2013 | The Inevitable Defeat of Mister and Pete    | Kris                         |                                        |
| 2014 | Captain America: The Winter Soldier         | Sam Wilson / Falcon          |                                        |
| 2014 | Shelter                                     | Tahir                        |                                        |
| 2014 | Repentance                                  | Tommy Carter                 |                                        |
| 2015 | Avengers: Age of Ultron                     | Sam Wilson / Falcon          | Cameo                                  |
| 2015 | Ant-Man                                     | Sam Wilson / Falcon          |                                        |
| 2016 | Night Before Christmas                      | Chris Roberts                |                                        |
| 2016 | Capitán América: Civil War                  | Sam Wilson / Falcon          |                                        |
| 2016 | Triple Nine                                 | Marcus Belmont               |                                        |
| 2018 | Avengers: Infinity War                      | Sam Wilson / Falcon          |                                        |
| 2018 | The Hate U Give                             | King                         |                                        |
| 2019 | Miss Bala                                   | Dave                         |                                        |
| 2019 | IO                                          | Micah                        | Película de Netflix                    |
| 2019 | Avengers: Endgame                           | Sam Wilson / Falcon          |                                        |
| 2019 | Point Blank                                 | Paul                         |                                        |
| 2019 | The Woman in the Window                     | Ed Fox                       |                                        |
| 2019 | Synchronic                                  | Steve                        |                                        |
| 2020 | The Banker                                  | Bernard Garrett              | También productor                      |
| 2020 | Creating a Character: The Moni Yakim Legacy | Él mismo                     |                                        |
| 2021 | Outside the Wire                            | Leo                          | Película de Netflix, también productor |
| 2021 | La mujer en la ventana                      | Edward "Ed" Fox              |                                        |
| 2023 | We Have a Ghost                             | Frank Presley                | Película de Netflix                    |
| 2023 | Ghosted                                     | Nieto de Sam                 |                                        |
| 2024 | Elevation                                   | Will                         |                                        |
| 2025 | The Electric State                          | Herman                       |                                        |
| 2025 | Captain America: Brave New World            | Sam Wilson / Capitán America |                                        |
| 2025 | Sneaks                                      | Ty (voz)                     |                                        |
| 2026 | Avengers: Doomsday                          | Sam Wilson / Capitán America |                                        |
| TBA  | Desert Warrior                              |                              |                                        |

### Televisión
| Año  | Título                            | Papel                                | Notas                                                                                      |
| ---- | --------------------------------- | ------------------------------------ | ------------------------------------------------------------------------------------------ |
| 2002 | As If                             | Cliente del bar                      | Episodio: «Seven», no acreditado                                                           |
| 2003 | Law & Order: Criminal Intent      | Carl Hines                           | Episodio: «Pravda»                                                                         |
| 2004 | Sucker Free City                  | K-Luv (Keith)                        | Película de televisión Nominado — Premio Black Reel al Mejor Actor: Película de TV / Cable |
| 2010 | 30 for 30                         | Narrador                             | Episodio: «The Best That Never Was»                                                        |
| 2016 | All the Way                       | Martin Luther King Jr.               | Película de televisión                                                                     |
| 2018 | Animals                           | Recibo (voz)                         | 2 episodios                                                                                |
| 2019 | Black Mirror                      | Danny Parker                         | Episodio: «Striking Vipers»                                                                |
| 2020 | Altered Carbon                    | Takeshi Kovacs                       | 8 episodios                                                                                |
| 2021 | The Falcon and the Winter Soldier | Sam Wilson / Falcon / Capitán Falcon | Miniserie; rol principal                                                                   |
| 2021 | Marvel Studios: Assembled         | Él mismo                             | Documental; Episodio: «Assembled: The Making of The Falcon and the Winter Soldier»         |
| 2021 | Solos                             | Tom                                  | Serie de antología                                                                         |
| 2023 | Twisted Metal                     | John Doe                             |                                                                                            |
| 2024 | What If...?                       | Sam Wilson / Capitán America         | 1 episodio                                                                                 |

## Premios y nominaciones
| Año  | Premio                          | Nominado                                                                                  | Categoría               | Resultado | Ref    |
| ---- | ------------------------------- | ----------------------------------------------------------------------------------------- | ----------------------- | --------- | ------ |
| 2025 | Nickelodeon Kids' Choice Awards | Él mismo por su papel de Sam Wilson y Capitán América en Capitán América: Brave New World | Patea traseros favorito | Nominado  | [ 29 ] |